# Becky Massey
Becky Massey (21 maart 2000) is een Belgisch basketbalspeelster. Ze speelt bij Kangoeroes Mechelen en komt sinds 2020 uit voor de Belgian Cats. Ze is de tweelingszus van Billie Massey. 

## Clubs
- 2008-2016: KB Oostende-Bredene
- 2016-2021: Sint-Katelijne-Waver
- 2021-2022: Kangoeroes Mechelen
- 2022-2023: Estudiantes Madrid (SPA)
- 2023-2025: Club Deportivo Ibaeta (SPA)
- 2025-.. : Basket Landes (FRA)